# Жінка в ліжку (Шевченко)
«Жінка в ліжку» — малюнок Тараса Шевченка, виконаний ним у Санкт-Петербурзі. Розмір 23,1 × 19,1. Праворуч внизу аквареллю підпис Шевченка: Чевченко.
Датується за зіставленням манери письма в акварелях 1839 — 1840 років та елементів оформлення інтер'єру та реквізиту даного малюнка з малюнками 1840 року — «Натурниця» і «Марія».
Зберігається в Національному музеї Тараса Шевченка. Попередні місця збереження: збірка С. П. Яремича, Всеукраїнський історичний музей ім. Т. Г. Шевченка, Галерея картин Т. Г. Шевченка.